# Blodknut

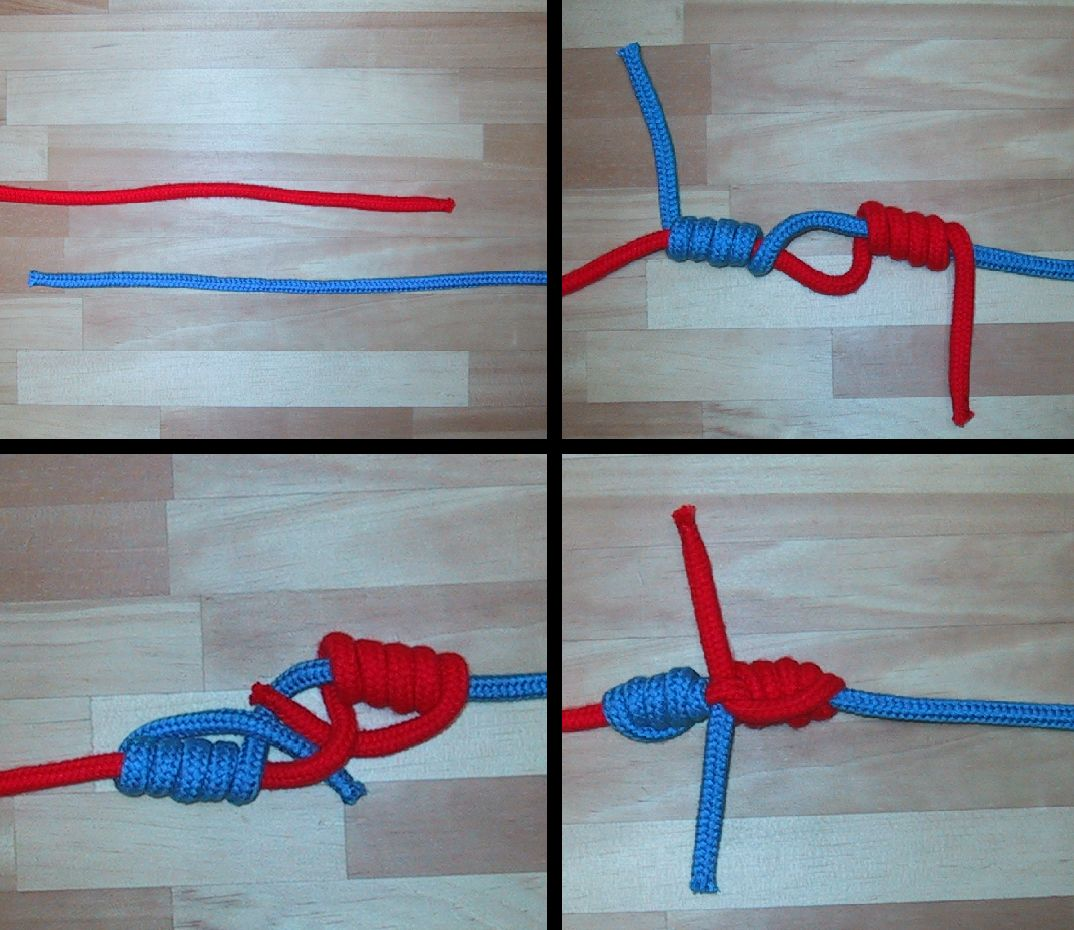
Hur man gör en blodknut

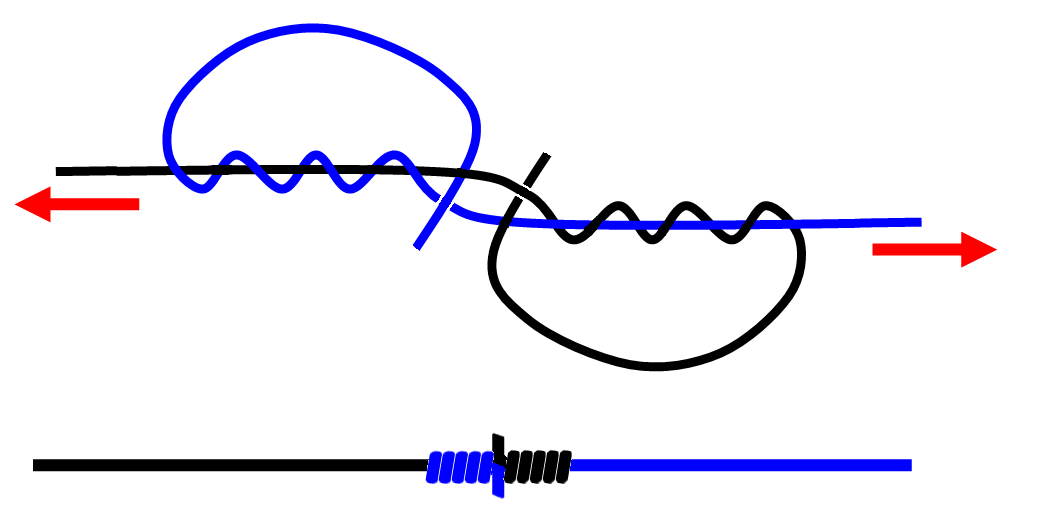
Schematisk skiss över blodknut

Blodknut är en knop som är lämplig för att sammanfoga linor eller tunnare rep av samma tjocklek. Knopen utgörs i princip av två stycken blodknopar som slås runt den andra linans fasta part. Eftersom den gör sig bra på syntetlinor har den blivit populär inom fisket, särskilt flugfiske. I handarbetssammanhang kan den användas som avslutningsknut eller som mönsterdetalj.